# Horská klenová bučina
Horské klenové bučiny označuje biotop, který představuje potenciálně přirozenou vegetaci na většině území Česka a střední Evropy vůbec. Jde o listnatý les s dominancí buku lesního.

## Hierarchie
- L lesy
  - L5 Bučiny (Beech forests)
    - L5.2 Horské klenové bučiny (Montane sycamore-beech forests)

## Popis biotopu
Horské klenové bučiny jsou druhově bohaté biotopy s převládajícím bukem lesním. Vyskytují se na půdách mezotrofních až eutrofních typu ranker na sutích nebo svahových deluviích. Půdy nikdy nevysychají, nejsou však ani přemokřené. Na obdobných biotopech bývají v nižších polohách suťové lesy s převládajícím javorem. V horských klenových bučinách převládá buk, javor klen tvoří významnou příměs, zpravidla bývá vtroušen též smrk ztepilý. Druhové spektrum bylinného patra je bohaté, vyskytují se jak roklinové druhy, tak druhy horských vysokobylinných niv. K hromadění surového humusu nedochází, protože rozklad organické hmoty je rychlý.

### Charakteristické druhy
Ve stromovém patře převládá buk lesní a javor klen, doprovází je smrk ztepilý, který zde dorůstá větších výšek než jeho dominantní konkurenti. V podúrovni hlavního porostu bývá vtroušen jeřáb ptačí, který však nepřežije úplné zastínění hlavním porostem.
Keřové patro většinou chybí, jen ve fázi zmlazení se přechodně objevuje spolu s hlavními dřevinami bez hroznatý. 
Bylinné patro je bohaté s vysokou pokryvností, byliny konkurují semenáčkům hlavních dřevin a tím ztěžují přirozenou obnovu porostu, což je ovšem podmínka pro zachování složité struktury biotopu.
Diagnostické druhy: buk lesní, javor klen, oměj šalamounek, havez česnáčková, papratka horská, krabilice chlupatá, mléčivec alpský, vrbina hajní, devětsil bílý, pryskyřník omějolistý, pryskyřník platanolistý, šťovík áronolistý, žluťucha orlíčkolistá.

## Výskyt
Horské klenové bučiny nejsou častým typem bučin a vyskytují se pouze v našich pohraničních horách: Krkonoše, Jizerské hory, Šumava, Orlické hory, Hrubý Jeseník a Moravskoslezské Beskydy.